# Себестоимость реализованной продукции
Себестоимость реализованной продукции (или себестоимость проданных товаров) представляет собой балансовую стоимость товаров, реализованных в течение определенного периода.
Затраты соотносятся с определенной продукцией с использованием одним из нескольких методов, включая методов списания стоимости (оценки себестоимости), таких как FIFO или на основе средней стоимости. Затраты включают все затраты на приобретение, переработку и прочие затраты, понесенные в связи с доведением запасов до их нынешнего местоположения и состояния. Затраты на товары, произведенные предприятием, включают материалы, рабочую силу и распределенные накладные расходы. Стоимость нереализованных товаров переносятся на будущие периоды как себестоимость запасов до тех пор, пока эти запасы не будут реализованы или списаны в счет стоимости.

## Обзор
Большинство предприятий реализуют приобретенную либо произведенную ими продукцию. При приобретении либо производстве товаров, связанные с этим затраты относятся на счет капитала как часть запасов товаров (или товарно-материальных запасов). Эти расходы учитываются в качестве затрат в том периоде, в котором предприятие признает доход от продажи товаров.
Определение (оценка) затрат требует ведения учета приобретенных товаров или материалов, а также любых скидок на приобретение. Кроме того, в случае, если продукция видоизменяется, то предприятие должно определить затраты, понесенные им при видоизменении товаров. Такие затраты на видоизменение включают оплату труда, вспомогательные материалы, затраты на надзор, контроль качества и использование оборудования. Принципы оценки затрат довольно легко поддаются определению, но их применение на практике часто затруднено из-за множества соображений при распределении затрат.
Себестоимость проданных товаров также может отражать корректировки. К возможным корректировкам относятся снижение стоимости товаров (то есть рыночная стоимость ниже себестоимости), устаревание, повреждение и т. д.
При приобретении либо производстве нескольких продукций, может возникнуть необходимость соотнесения затрат на эти товары. Это осуществляется при помощи различных методов списания стоимости материалов (или товарно-материальных запасов), таких как FIFO или на основе средней стоимости. В некоторых странах могут использоваться альтернативные методы, такие как LIFO, метод валовой прибыли (англ. gross profit method), метод розничного учета (англ. retail method) или их сочетание.
Себестоимость реализованной продукции может быть одинаковой или различной для целей бухгалтерского и налогового учета в зависимости от действующего законодательства. Поскольку некоторые виды затрат учитываются в составе себестоимости реализованной продукции, недопустим повторный учет этих затрат в качестве торговых расходов. Себестоимость реализованной продукции включает в себя:
- стоимость расходов на изготовление или сырья, включая стоимость транспортировки или доставки;
- прямые затраты труда рабочих, производящих продукцию;
- стоимость хранения товаров, реализуемых компанией;
- общепроизводственные (общезаводские накладные) расходы.

## Важность товарно-материальных запасов
Объем запасов оказывает существенное влияние на величину исчисленной прибыли. Предприятие, производящее или приобретающее продукции в целях реализации, должно вести учет запасов товаров в соответствии с правилами бухгалтерского учета и налогообложения. Проиллюстрируем это на примере. Так, Фред занимается приобретением и последующей перепродажей автозапчастей. В 2008 году Фред приобретает детали общей стоимостью в 100 $. При этом, он реализует детали на 80 $, которые он приобрел за 30 $, и у него осталось деталей на общую стоимость в 70 $. В 2009 году он продает оставшиеся детали за 180 $. При ведении учета запасов, его прибыль в 2008 году составит 50 $, а его прибыль в 2009 году — 110 $, или в совокупности 160 $. Однако, после вычета всех затрат, понесенных им в 2008 году, результатом его хозяйственной деятельности станет убыток в данном периоде в размере 20 $, а в следующем 2009 году — прибыль в размере 180 $. Несмотря на одинаковый итог, время распределения затрат и прибыли различается. Правила бухгалтерского учета и корпоративного налогообложения большинства стран (при наличии в стране подоходного налога) требуют учета запасов для всех предприятий, занимающихся регулярной реализацией произведенной либо приобретенной продукции.

## Себестоимость реализации при перепродаже
Стоимость продукции, приобретенной в целях ее дальнейшей реализации (перепродажи), включает покупную цену, а также все прочие затраты на приобретение, за исключением любых скидок.
Дополнительные расходы могут включать транспортные расходы, уплаченные за доставку продукции, таможенные пошлины, налоги с продаж или акцизные налоги, не подлежащие возмещению и уплаченные за использованные материалы, и сборы, уплаченные за приобретение. Как правило, для целей финансовой отчетности такие затраты периода, как затраты на оплату работников отдела закупок, складских рабочих и прочие операционные расходы, не учитываются в составе себестоимости реализованной продукции. Для целей налогового учета подоходного налога в США некоторые из этих затрат за отчетный период должны быть капитализированы как часть товарно-материальных запасов. Затраты на продажу, упаковку и доставку товаров клиентам рассматриваются как операционные расходы, связанные с реализацией продукции. Как международные, так и американские стандарты бухгалтерского учета требуют, чтобы некоторые непредвиденные затраты, например, связанные с простаиванием мощностей, учитывались как расходы, а не как часть запасов.
Скидки, которые должны быть вычтены из стоимости приобретенных запасов, включают:
- торговые скидки (снижение цены товара, которое производитель или оптовик предоставляет розничному продавцу), предоставляемые вне зависимости от времени оплаты;
- скидки производителя — основаны на объемах реализации дилера в течение года;
- скидки при уплате наличными (при немедленной уплате) (уменьшение цены счета-фактуры, которую предоставляет продавец, если дилер платит немедленно или в течение определенного времени) — может уменьшить себестоимость реализованной продукции либо учитываться отдельно как валовой доход.

Налог на добавленную стоимость обычно не учитывается как часть себестоимости реализованной продукции, если он может быть использован в качестве входящей оплаты или иным образом подлежит возмещению налоговым органом.

## Себестоимость произведенных предприятием товаров
Себестоимость товаров, произведенных предприятием, должна охватывать все затраты на производство. Основными затратами, входящими в себестоимость, являются:
- запасные части, сырье и расходные материалы;
- труд, включая сопутствующие расходы в виде подоходного налога и прочих обязательных выплат и отчислений;
- накладные расходы, относящиеся к производству.

Ассортимент производимой продукции большинства предприятий включает более одной продукции. Следовательно, затраты возникают для различных видов продукции, а не только для одного вида продукции. Соотнесение каждой из затрат на каждой из видов производимой продукции требует либо отслеживания (учета) определенных затрат, либо распределения (отнесения) затрат. Зачастую запасные части и сырье можно проследить до партии или цикла производства, в которых они возникают, а затем распределить затраты на единицу.
Затраты на оплату труда включают в себя прямой и косвенный труд. Прямые затраты на оплату труда — это заработная плата, выплачиваемая работникам, непосредственно вовлеченных в производстве данного продукта. Косвенные затраты на оплату труда — это оплата труда прочих работников предприятия, участвующим в производстве. Налоговые затраты и дополнительные выплаты обычно включаются в затраты на оплату труда, но могут рассматриваться как накладные расходы. Затраты на оплату труда могут быть отнесены к изделию или набору изделий на основе данных хронометража рабочего времени.
Затраты на материалы включают в себя прямое сырье, а также расходные материалы и прочие косвенные материалы. В случаях, когда поддерживается определенный объем товарно-материальных ценностей, необходимо вести инвентаризацию поставок для целей налогообложения, относя на счет накладных расходов или себестоимости реализованной продукции в качестве остатков, а не приобретения.
Распределение (отнесение) затрат на материалы и рабочую силу может осуществляться на основе опыта прошлых лет либо нормативных затрат (англ. standard costs). При превышении фактических затрат на материалы или рабочую силу за рассматриваемый период ожидаемых либо когда их стоимость оказывается ниже нормированных, фиксируется «отклонение». Затем эти отклонения распределяются между себестоимостью реализованной продукции и остатками товарно-материальных запасов на конец периода.
Определение накладных расходов зачастую связано с допущением предположения о том, какие затраты должны быть отнесены к производственной деятельности, а какие — к прочим процессам. При традиционных методах учета затрат такие предположения делаются на основе опыта прошлых лет и суждений руководства относительно реальных взаимоотношений. При калькуляции себестоимости по виду деятельности распределение затрат осуществляется на основе тех факторов, которые обуславливают данную деятельность (то есть ведут к возникновению этих издержек).
Накладные расходы часто распределяются на партии произведенных товаров на основе соотношения часов труда или затрат или соотношения материалов, использованных для производства данной партии товаров. Накладные расходы можно рассматривать как общепроизводственные расходы (англ. factory overhead) для тех затрат, которые понесены на уровне фабрики, либо в качестве непрямых затрат для тех затрат, которые понесены на уровне всей организации. В тех видах деятельности, где применяются человеко-часы, наряду с затратами на рабочую силу может быть применена (добавлена) ставка накладных расходов, то есть оценка накладных расходов в расчете за час работы. При других применяемых методах накладные расходы относятся на определенную производимую продукцию. Ставки накладных расходов могут быть нормативными, и в этом случае могут быть отклонения, либо могут корректироваться для каждой партии произведенных товаров.

## Методы оценки запасов
В некоторых случаях себестоимость реализованной продукции может быть соотношена с уже реализованной продукцией. Однако обычно соотносимость товаров теряется между временем закупки или производста и временем реализации. Для точной идентификации тех единиц товаров, которые уже были реализованы, и их себестоимость, требуется либо точно определить эти уже реализованные единицы, либо сделать предположение о том, которые единицы были реализованы. Подобное допущение называется предположением о потоке стоимостей/затрат (англ. cost flow assumption) или предположением об оценке запасов (англ. inventory identification convention/assumption). Наиболее часто применяемыми методами для увязки затрат с уже реализованными продуктами и остатками запасов являются:
- метод оценки себестоимости единицы запасов (англ. specific identification). В соответствии с этим методом идентифицируются конкретные элементы (например, партии), и расходы отслеживаются по каждому элементу[12]. Такой учет может потребовать значительного объема ведения учётной документации. Данный метод неприменим в случае, если товары или отдельные единицы неразличимы или взаимозаменяемы.
- метод средней стоимости или средних цен (англ. average cost). Метод средней стоимости заключается в расчете себестоимость реализованных единиц и остатка на конец на основе средней стоимости единицы продукции. При этом, могут применяться несколько вариаций расчета, в том числе средневзвешенная и скользящая средняя стоимость.
- FIFO (англ. First In — First Out, «первым поступил — первым выбыл») предполагает, что товары, приобретенные или произведенные первыми, реализуются в первую очередь. Затраты на запасы на единицу продукции определяются в момент производства или покупки. Затем наиболее ранняя стоимость (то есть первого поступления) противопоставляется выручке и на ее основе рассчитывается себестоимость реализованной продукции.
- LIFO (англ. Last In — First Out, «последним поступил, первым выбыл») — это метод, обратный учету методом FIFO. Некоторые системы позволяют определять себестоимость товаров на момент приобретения или изготовления, но относить затраты на проданные товары исходя из предположения, что товары, изготовленные или приобретенные последними, продаются первыми. Затраты на приобретение или производство конкретных товаров добавляются к совокупности/последовательности затрат по данному типу товаров. В рамках такой системы учета предприятие может отслеживать затраты по методу FIFO, но отслеживать компенсацию (выручку) в форме резерва по методу LIFO. Такой резерв (актив или контрактив) представляет собой разницу в стоимости запасов, возникающую в результате допущений при FIFO и LIFO. Так, такая оценка может быть различной для целей финансовой отчетности и налогообложения в США.
- LIFO на основе денежной стоимости (англ. Dollar Value LIFO). При данной вариации метода LIFO увеличение или уменьшение остатка, рассчитанного методом LIFO, определяется на основе денежной стоимости, а не количества.
- метод розничной инвентаризации (англ. retail inventory method). Перепродавцы товаров могут использовать этот метод для упрощения ведения учета. Оценочная себестоимость товаров в наличии на конец периода представляет собой отношение стоимости приобретенных товаров к розничной стоимости товаров, умноженной на розничную стоимость товаров в наличии. Себестоимость приобретенных товаров включает остатки запасов на начало периода, оцененные на основе ранних цен, и стоимость нового поступления (приобретения). Себестоимость реализованной продукции представляет собой сумму начального остатка запасов и нового поступления (приобретения) за вычетом оценочной стоимости товаров в наличии на конец периода.

### Пример расчета
Джейн ведет хозяйственную деятельность по перепродаже оборудования. В начале 2009 года у нее отсутствовало оборудование или запасные части. Она приобретает оборудование A и B за 10 $ каждый, а позже приобретает еще оборудование C и D за 12 $ каждый. Все машины идентичные, однако имеют серийные номера. Джейн реализует оборудования A и C по 20 $. Стоимость реализованной ею продукции зависит от метода инвентаризации. При методе оценки единицы запасов стоимость проданных товаров составляет 10+12 = 22, исходные затраты на оборудования A и C. При применении метода FIFO, ее затраты составляют 10+10 = 20. При применении метода средней стоимости, стоимость реализованной продукции составит ((10+10+12+12)/4×2) = 22. При применении LIFO, затраты будут равны 12+12 = 24. Таким образом, ее прибыль для бухгалтерских и налоговых целей может составлять 20, 18 или 16, в зависимости от примененного метода инвентаризации. После продажи стоимость ее инвентаря составляет 20, 22 или 24.
По окончании года Джейн решает, что может увеличить свой доход, если улучшить оборудования B и D. Она приобретает и расходует 10 единиц деталей и расходных материалов, и на усовершенствование каждой машины требуется 6 часов по 2 $ в час. Кроме того, имеются накладные расходы, включая аренду и электричество. Расчеты показали, что накладные расходы добавляют к ее затратам 0,5 $ в час. Таким образом, Джейн потратила 20 $ на улучшение каждой машины (10/2 + 12 + (6×0,5)). Она продает оборудование D за 45 $. Стоимость реализации данного оборудования зависит от примененного метода инвентаризации. При применении FIFO стоимость оборудования D составила бы 12 плюс 20, затраченных на его усовершенствование, а прибыль — 13 $. Следует заметить, что две единицы уже были оценены по 10 $ методом FIFO. При применении средней стоимости, себестоимость составит 11 плюс 20 $, а прибыль — 14 $. При применении LIFO, затраты составят 10 плюс 20 $ и прибыль — 15 $.
На третьем году Джейн продает последнюю машину за 38 и завершает свою хозяйственную деятельность. Ей удается покрыть все свои расходы. Ее общая прибыль за три года одинакова при всех методах инвентаризации. Отличаются только сроки получения дохода и остаток товарных запасов. Ниже приводится сравнение всех трех методов оценки:
|      |         |      | Стоимость реализованной продукции | Стоимость реализованной продукции | Стоимость реализованной продукции | Доход             | Доход | Доход |
| ---- | ------- | ---- | --------------------------------- | --------------------------------- | --------------------------------- | ----------------- | ----- | ----- |
| Год  | Выручка | FIFO | Средняя стоимость                 | LIFO                              | FIFO                              | Средняя стоимость | LIFO  |       |
| 1    | 40      | 20   | 22                                | 24                                | 20                                | 18                | 16    |       |
| 2    | 45      | 32   | 31                                | 30                                | 13                                | 14                | 15    |       |
| 3    | 38      | 32   | 31                                | 30                                | 6                                 | 7                 | 8     |       |
| Итог | 123     | 84   | 84                                | 84                                | 39                                | 39                | 39    |       |

## Списания и корректировки
Стоимость продукции компании, предназначенной для реализации, может снизиться из-за ряда факторов. Товар может оказаться бракованным или не соответствовать стандартам качества, устареть, либо может снизиться его рыночная стоимость вследствие экономических факторов.
В случае снижения рыночной стоимости товаров, компания может решить оценить свои запасы методом оценки по наименьшей из себестоимости или рыночной стоимости (англ. lower of cost or market), также известным как возможная чистая цена продаж (англ. net realizable value). Это может быть отражено путем начисления расходов (то есть создания товарно-материальных запасов) на снижение стоимости из-за устаревания и т. д. Как следствие, чистая прибыль за текущий период, а также чистая стоимость запасов в конце периода уменьшается на сумму снижения стоимости.
Любое имущество, которым владеет предприятие, может упасть в цене или быть повреждено в результате непредвиденных обстоятельств, к примеру в результате пожара. Потеря стоимости при уничтожении товаров учитывается как убыток, а товарно-материальные запасы полностью списываются. Как правило, такой убыток признается как в финансовой, так и налоговой отчетности. Однако в некоторых системах балансовая стоимость и стоимость в целях налогообложения могут различаться.

## Альтернативные теории оценок
В качестве альтернативы к традиционному учету затрат, различными теоретиками управления были предложены иные методы учета стоимостей:
- учёт производственного процесса (англ. throughput accounting), в рамках теории ограничения, в соответствии с которым в себестоимость проданных товаров включаются только полностью переменные затраты, а товарно-материальные запасы рассматриваются как инвестиции;
- бережливый учет (англ. lean accounting), при котором большинство традиционных методов расчета затрат игнорируются в пользу еженедельного измерения «потоков создания ценности»;
- учёт потребления ресурсов (англ. resource consumption accounting), который отказывается от большинства современных концепций учета в пользу пропорционального учета затрат на основе моделирования.

Ни один из этих подходов не соответствует общепринятым принципам бухгалтерского учета США или Международным стандартам бухгалтерского учета, а также неприемлемо для большинства целей отчетности по доходам или других целей налогообложения.